# Anolis lividus
Anolis lividus este o specie de șopârle din genul Anolis, familia Polychrotidae, descrisă de Garman 1887. Conform Catalogue of Life specia Anolis lividus nu are subspecii cunoscute.